# 6471 Collins
6471 Collins este o planetă minoră (asteroid), cu un diametru de 8,976 km, din centura de asteroizi. A fost descoperită pe 4 martie 1983 la Observatorul Kleť de Antonín Mrkos și a fost numită după Michael Collins. 
Obiectul prezintă o orbită caracterizată de o semiaxă mare de 2,4326523 UAi, o excentricitate de 0,12, o înclinație de 2,6739 ° în raport cu ecliptica.